# Кульчицький Володимир Станіславович
Володимир Станіславович Кульчицький (25 липня 1949 — 18 лютого 2014) — активіст Євромайдану. Загинув на Майдані Незалежності в центрі Києва 18 лютого 2014 під час штурму спецпідрозділу «Беркут». Герой України.

## Життєпис
Володимир Кульчицький народився 25 липня 1949 року у Києві, де в 1964 році закінчив середню школу № 14. Мешкав у Києві. Перебував на пенсії. Був чесною і справедливою людиною.

## На Майдані
Приїжджав на Майдан на Віче, або в будні, заради підтримки протестуючих, привозив ліки в Будинок профспілок. Ні до якої з сотень не вступав.
Вранці 18-го приїхав разом з сином Ігорем на мирну Ходу. Під час зіткнення з «беркутом» і титушками в Маріїнському парку добралися до Майдану Незалежности й залишилися там. Застрелений 18 лютого приблизно о 22:30 на барикадах біля Будинку профспілок України. Куля пройшла навиліт через серце, застрягла в одязі. Разом з батьком у цей час був син Ігор, але самого поранення не бачив. Тіло Володимира занесли в Будинок профспілок, але коли той почав горіти, син переніс тіло батька та ще трьох загиблих у Михайлівський собор. У чоловіка залишилося двоє дорослих синів і три внучки, а також мати (93 роки). Дружина Володимира Станіславовича померла на три роки раніше.

## Вшанування пам'яті
- 20 жовтня 2015 року у Києві на фасаді будівлі спеціалізованої школи № 14 імені С. Ф. Грушевського (вулиця Макіївська № 5), де навчався Герой, йому було відкрито меморіальну дошку.
- біля входу на цвинтар села Нові Петрівці йому встановлено меморіальну дошку.

### Нагороди
- Звання Герой України з удостоєнням ордена «Золота Зірка» (21 листопада 2014, посмертно) — за громадянську мужність, патріотизм, героїчне відстоювання конституційних засад демократії, прав і свобод людини, самовіддане служіння Українському народу, виявлені під час Революції гідності[1]
- Медаль «За жертовність і любов до України» (УПЦ КП, червень 2015) (посмертно)[2]

### У літературі
- Київська поетеса Ірина Рассвєтная присвятила Володимиру вірш[3].